# Gymnocalycium mihanovichii

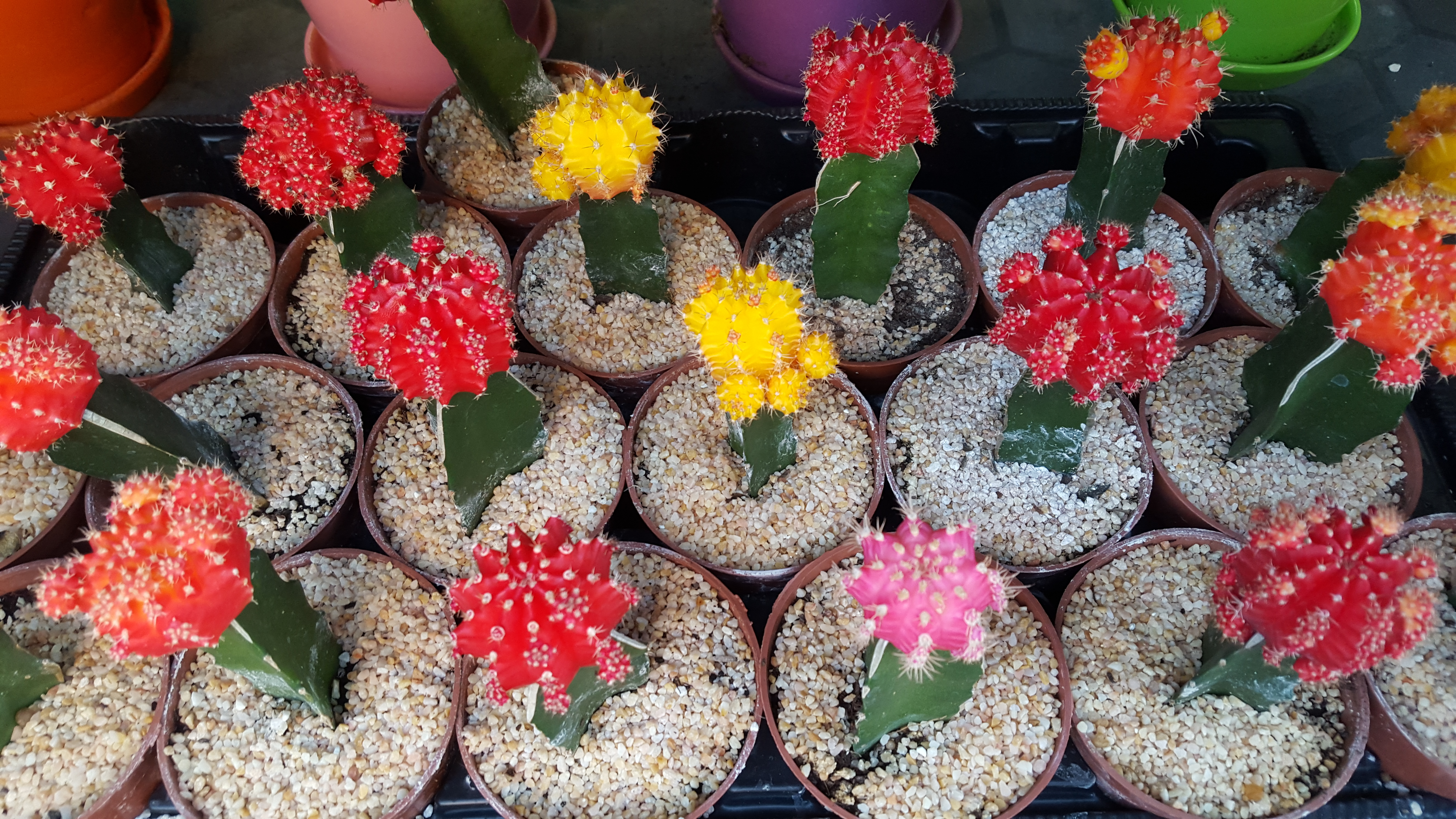
Verschiedenfarbige Cultivare von Gymnocalycium mihanovichii

Gymnocalycium mihanovichii ist eine Pflanzenart in der Gattung Gymnocalycium aus der Familie der Kakteengewächse (Cactaceae). Das Artepitheton mihanovichii ehrt den aus Kroatien stammenden argentinischen Reeder und Mäzen Nicolás Mihanovich (1881?–1940), der die Reisen des tschechischen Kakteenspezialisten Alberto Vojtěch Frič in Paraguay unterstützte.

## Beschreibung
Das einzeln wachsende Gymnocalycium mihanovichii hat einen breit-kugelförmigen, graugrünen, oft rötlich überlaufenen Pflanzenkörper, der Wuchshöhen und Durchmesser von 3 bis 5 Zentimeter erreicht. Die gewöhnlich 8 Rippen sind schmalkantig und leicht gekerbt. Die 5 bis 6 schwachen, biegsamen und leicht gebogenen Dornen sind gräulich-gelb, zwischen 0,8 und 1 Zentimeter lang und fallen teils ab.
Die 4 bis 5 Zentimeter langen, glockenförmige bis trichterförmigen Blüten sind gelblich-oliv bis hellolivgrün. Die hellgrünen Staubfäden stehen in zwei Reihen. Der Griffel ist ebenfalls hellgrün, die Narbe gelblich. Die Früchte sind spindelförmig.

## Verbreitung, Systematik und Gefährdung
Gymnocalycium mihanovichii ist in Paraguay und im Nordosten Argentiniens verbreitet und wächst in Tieflagen bis 500 Meter. Die Art wurde dort 1903 durch Alberto Vojtěch Frič entdeckt.
Die Erstbeschreibung als Echinocactus mihanovichii wurde 1905 durch Max Gürke veröffentlicht. Nathaniel Lord Britton und Joseph Nelson Rose stellten die Art 1922 in die Gattung Gymnocalycium.
Gymnocalycium mihanovichii ist sehr variabel, daher wurden zahlreiche Varietäten beschrieben. In Kultur finden sich häufig auch – durch Mutationen kultivierter Individuen entstandene – Farbformen, die nur gepfropft lebensfähig sind, da sie, bedingt durch das Fehlen von Chlorophyll in den Pflanzenzellen, kaum mehr oder gar nicht mehr assimilieren können.
In der Roten Liste gefährdeter Arten der IUCN wird die Art als „Least Concern (LC)“, d. h. als nicht gefährdet geführt.

## Nachweise